# José Gausachs
Josep Gausachs i Armengol (Barcelona, España, 1 de mayo de 1889 - Santo Domingo, República Dominicana, 27 de julio de 1959) fue un pintor español de vanguardia discípulo de grandes maestros como Isidre Nonell y Félix Mestres. 
Desde principio del otoño de 1911 hasta el final del 1918, alterna sus estancias entre París y Barcelona haciendo amistad con Picasso, Enric Casanovas, Ángel Ferrant, Albert Marquet, Modigliani, Georges Braque y otros artistas. Apreciado por intelectuales de su época como Filippo Marinetti, J.V. Foix, Rafael Benet, Tristan Tzara quien le brindó gran apoyo durante el exilio; Ernest Hemingway que incluso adquirió una de sus obras;  y poetas como Carles Ribas, quien le dedicó un poema. 
Fue  “Profesor de Encuadernación Artística” en la Escuela de Artes y Oficios de la Lonja y profesor de Dibujo en la Academia de Bellas Artes de Barcelona hasta 1936.
Durante su exilio fue profesor fundador de la Escuela Nacional de Bellas Artes (ENBA) de Santo Domingo desde el 19 de agosto de 1942, luego pasó a ser subdirector a partir de 1946 y ocupó el cargo de director al inicio de la década del 50’. Su figura alcanzó una dimensión mítica, pues realizó una formidable labor docente, protagonista y decisiva en la mayoría de los artistas dominicanos, cuyas carreras tomaron impulso en las décadas de los años cuarenta, cincuenta y sesenta, del siglo XX.

## Biografía
En su infancia tuvo por amigos y vecinos a pintores y artistas como: Josep Obiols i Palau, al poeta J.V. Foix y Lluís Puig i Barella. También Carles Riba. (...) “Juntos visitaban la casa de Joaquín Torres García, en esa época, su vecino en Sarrià”, todo esto antes de iniciar sus estudios en «Academia Baixas». Cuando ingresa a la «Academia de Bellas Artes de Barcelona» (la Llotja) su intención era perfeccionar el dibujo y la pintura. Maestros como Joan Vacarisas, Fèlix Mestres –de pintura decorativa, tejidos, blondas y pirograbado lo asimila– Tomàs i Estruch y Josep Pascó  formaron en Gausachs el marco teórico para el desarrollo creativo, en un momento donde la regeneración y dignificación de unas artes resurgían de las cenizas.
Terminados sus estudios en la Llotja obtuvo el título de «Profesor en Pintura decorativa, tejidos, blondas y etc.»  marchó a París con la edad de veintidós años y se instala en Montparnasse, donde bulle la revolución de los "ismos" en estrecha convivencia con los más conocidos artistas de entonces: Modigliani, Gargallo, Utrillo, Juan Gris, de Chirico, Foujita, Picasso, Braque, Marc Chagall y Albert Marquet entre otros. En París cuando ingresa a la «École des Beaux Arts»,  “La academia” estaba en crisis, el fauvismo en desarrollo y el cubismo en plena efervescencia. Quizás para él este sería el punto de partida, o una manera de comenzar dentro de la vanguardia que le fuera más afín, hasta encontrar el camino más concordante con su personalidad. Sin embargo, en este ambiente vivificante y estimulante,  se nutre de la savia renovadora latente y cómo un espíritu inquieto y curioso participa en todos los movimientos artísticos que se producen.
Gausachs –de imponente presencia física, alto para la época, dotado de una personalidad fuerte y algo elitista– evidentemente era un tipo del medio que disfrutaba con sus amigos, las fiestas, las tertulias, guitarras que con la vida del teatro iba de la mano, además de tener su propio taller, el legendario Castell Blau Archivado el 17 de agosto de 2021 en Wayback Machine. y pronto terminar formando parte del grupo de los siete últimos bohemios con su nombre inscrito en la historia del «Bar de Centro» o primer cabaret de Barcelona. Lo descrito es parte de un todo indivisible, recogido por escritores, periodistas e ilustradores como Lluís Capdevila quien por medio de sus anécdotas entre 1912 y 1914, nos retrata ese mundo frívolo donde las protagonistas eran mujeres misteriosas, extravagantes, seductoras, muchas de ellas bailarinas de alto renombre. Capdevila formó parte del grupo de artistas bohemios que frecuentaba el núcleo de reunión de ellos: «Els Castell Blau»; el estudio que Gausachs poseía en la calle Sant Domenec del Call desde antes de marcharse por primera vez a París. Allí se reunían también: Emili Lluch, «Milillu» –dibujante, periodista y funcionario municipal–, Francisco Recasens, Francisco Susanna, Joan Tomas, los hermanos Coll, Emili Pascual Monturiol, Antoni Puig Guirelt y su hermano Ramón, Jaume Pasarell, entre otros.
Josep Gausachs mantuvo intermitencia entre París y Barcelona, o venía con frecuencia para visitar a su familia y amigos. Él retorna a Barcelona con el estallido de la Primera Guerra Mundial  para entrar por completo en contacto con el mundo del Paralelo, y mantuvo su «Castell Blau» probablemente hasta finalizar el 1916 cuando se instala nueva vez en la “ciudad de las luces” para (...) “estudiar las obras maestras de la pintura impresionista”.  En marzo de 1914 en el mundo artístico barcelonés inicia la publicación de Arlequí, un periódico semanal de carácter  humorístico satírico "libre" e "irreverente"; siendo él uno de los principales dibujantes junto a Luis Findevilla. Este,  y J. Gausachs – joven y aún poco conocido– utilizan los seudónimos "Pasarás" y "Hola” respectivamente.  El 6 de marzo de 1915 inicia la circulación del periódico semanal Bohemia, en el cual Gausachs  también, fue uno de principales dibujantes.  Del 5 al 20 de junio de ese mismo año, presenta su primera exhibición individual en la prestigiosa «Galerías Dalmau». A partir de ese momento mantuvo una relación muy cercana con su propietario y la galería durante toda la vida, formando parte de las más importantes exposiciones organizadas y llevadas a cabo por Josep Dalmau  dentro o fuera de Barcelona, de las cuales se hacía eco la prensa nacional como extranjera.
Gausachs finalmente retorna a Barcelona al finalizar el 1918; se compromete y con 30 años de edad contrae matrimonio con Juliana Aisa Irisavri, quien fue su única esposa. Se instala en el 10 de Carrer d’Oriol Mestres. Inicia su colaboración con la revista L'Esquella de la Torratxa, para la que realizó dibujos humorísticos. Ganó la plaza y fue nombrado “Profesor de Encuadernación Artística” en la Escuela de Artes y Oficios de la Lonja y la docencia en la Academia de Bellas Artes de Barcelona como profesor de Dibujo hasta 1936.

### La Guerra Civil
Al inicio de la guerra firmó el «Manifiesto de la Alianza de Intelectuales Antifascistas para la Defensa de la Cultura» publicado en el diario «La Vanguardia» el día 4 de agosto de 1936, en representación del Sindicato de Artistas Pintores y Escultores de Cataluña, UGT. Tras la firma quedó comprometido con defender la libertad creativa con el intelecto, no con las armas. Y mantuvo en todas las circunstancias su rol de dibujante al servicio de Cataluña. 
El 26 de enero de 1939, las tropas nacionales iniciaron la toma de Barcelona.  Gausachs  entendía que su vida peligraba y de inmediato junto a «colectivos republicanos catalanes» de todas las clases sociales y edades; emprende camino hacia un auténtico exilio a Francia,  en compañía de su hijo Francisco que apenas contaba con la edad de 14 años.  Pues él y su esposa Juliana,  casados desde 1919, para esta fecha se habían alejado el uno del otro; y Jorge su primogénito, que luchaba al frente en las milicias, quedaba prisionero en el cuartel de Montjuic.
Sin embargo, al cruzar la frontera ambos fueron internados en el Campo de Concentración de Argeles Sur Mer –el primero en ser habilitado por el gobierno francés–, sobre la propia arena batida por el viento en la playa de la costa mediterránea. Ahí le visitan sus amigos: Albert Marquet y Tristan Tzara, quienes comprobaron en la penosa condición que se encontraba, e intervienen para aliviar un poco su situación. A lo anterior se suman, otros pintores franceses de la Casa de la Cultura, y su amigo Enric Casanovas, por medio de una carta manuscrita, solicita a Pablo a Picasso y a Jaume Sabartés, su secretario particular intervenir; logrando que el comité británico que ayudaba a los refugiados, lo traslade junto a su vástago  a un hotel en Narbonne temporalmente.
Gausachs decidió nuevamente abandonar España llegando a la República Dominicana el 11 de enero de 1940. 
Fue nombrado profesor de la Escuela Nacional de Bellas Artes desde su fundación, y en 1946 fue designado subdirector de la Academia Estatal Dominicana. Según expresa Jeannette Miller en su libro Arte Dominicano, Artistas Españoles y Modernidad: "José Gausachs Armengol, fue, entre todos los artistas españoles exiliados, la figura más importante para la plástica dominicana. Su integración al país fue total y su enseñanza, determinante en las generaciones artísticas que lo siguieron". 
"A lo largo de los casi 20 años que vivió en Santo Domingo, José Gausachs se convierte en el gran maestro y creador de la escuela más importante en el arte dominicano.  Sobresalen: Clara Ledesma, Gilberto Hernández Ortega, Eligió Pichardo, Antonio Prats Ventós, Paul Giudicelli, Fernando Peña Defilló,  Ada Balcácer, Oscar de la Renta, Iván Tovar, José Rincón Mora entre otros no menos importantes. Su integración se llevó a cabo a través de la absorción de los elementos étnicos, geográficos y culturales que definen el país. La negritud, como factor del arte moderno de principios de siglo, fue una condición que Gausachs trabajó en sus pinturas y dibujos; igualmente la luz tropical que excedía la mera captación de la realidad y se convertía en símbolo, iluminando sus paisajes donde la naturaleza casi selvática y el mar omnipresente juegan un papel determinante".